# Onitis podicinus
Onitis podicinus là một loài bọ cánh cứng trong họ Bọ hung (Scarabaeidae).